# Maghadena norma
Maghadena norma är en fjärilsart som beskrevs av Saalmüller 1891. Maghadena norma ingår i släktet Maghadena och familjen nattflyn. Inga underarter finns listade i Catalogue of Life.